# Hlújivtsi
Hlújivtsi (ucraniano: Глу́хівці) es un sélyshche de Ucrania perteneciente al raión de Jmílnyk de la óblast de Vínnytsia.
En 2017, el asentamiento tenía una población de 3373 habitantes. Es sede de un municipio que abarca, además de Hlújivtsi, dieciséis pedanías, con una población municipal total de unos doce mil habitantes. El municipio se formó en 2017 mediante la fusión del hasta entonces ayuntamiento urbano de Hlújivtsi (que únicamente incluía como pedanía al poblado ferroviario homónimo) con el vecino consejo rural de Nepédivka, a los que se añadieron en 2019 el ayuntamiento urbano de Brodetske y el consejo rural de Puzyrky, y en 2020 los consejos rurales de Bilopilia, Vernýhorodok, Zhézheliv, Kashpérivka y Pliajová. Además de las diez localidades mencionadas, pertenecen al actual municipio otras siete: Húrivtsi, Dubyna, Derzhanivka, Panásivka, Sélyshche, Velyke y Verbolozy.
Se ubica unos 10 km al noroeste de Koziatyn, junto al límite con la óblast de Zhytómyr. Cuenta con un apeadero en la línea de ferrocarril de Koziatyn a Rivne, que pasa al noreste del casco urbano. El apeadero lleva el nombre del río Kaolinova, que pasa junto a la localidad.

## Historia
Se conoce la existencia del pueblo en documentos desde 1595. Durante varios siglos fue un asentamiento pobre por la mala calidad de sus tierras para el cultivo, por lo que los habitantes se dedicaban a la extracción de arcilla y otros materiales de pedreras. Se desarrolló notablemente a partir de 1901, cuando se halló un gran yacimiento de caolinita, muy valorado en las fábricas de papel del Imperio ruso. Ese año se abrió la fábrica de caolín, que hizo que en 1925 se abriera un ramal ferroviario desde los alrededores de Koziatyn. La RSS de Ucrania le dio el estatus de asentamiento de tipo urbano en 1981. Hasta 2020, el área del actual municipio formaba parte del raión de Koziatyn.